# 电热套

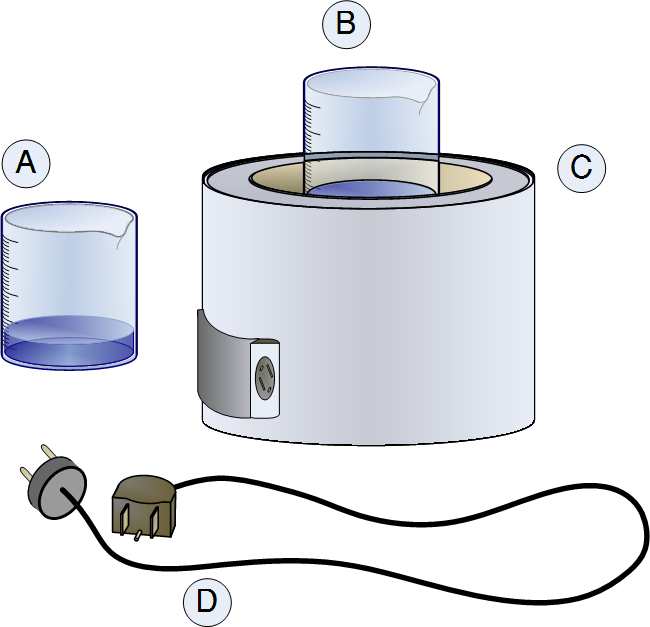
筒式电热套

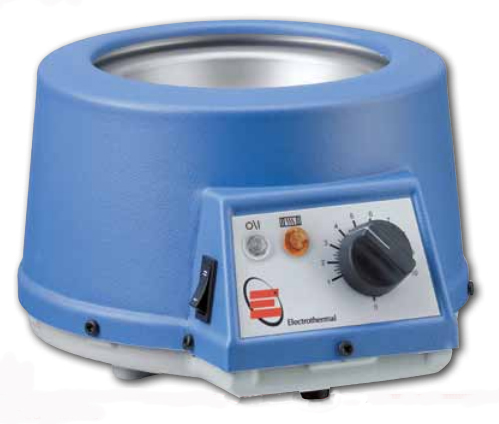
EMX电热套

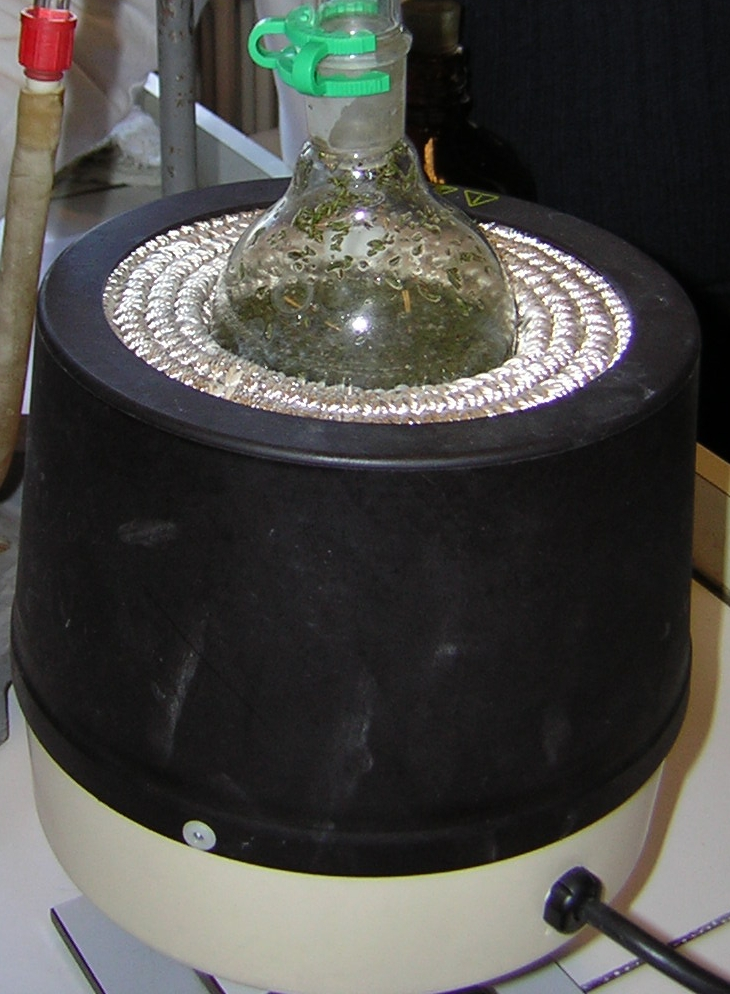
实验室內的电热套

电热套是一种用來加熱容器（例如玻璃器皿）的实验室设备。与其他加热设备（例如本生燈）相比，玻璃器皿与电热套直接接触後較少出現器皿破碎的狀況。